# IGN (sitio web)
IGN (anteriormente Imagine Games Network) es un sitio web estadounidense de videojuegos y medios de entretenimiento operado por IGN Entertainment Inc., una subsidiaria de Ziff Davis, Inc. La sede de la compañía se encuentra en el distrito SoMa de San Francisco y está dirigida por su ex editor en jefe, Peer Schneider. El sitio web de IGN fue una creación del empresario de medios Chris Anderson y se lanzó el 29 de septiembre de 1996. Se enfoca en juegos, películas, anime, televisión, cómics, tecnología y otros medios. Originalmente una red de sitios web de escritorio, IGN ahora también se distribuye en plataformas móviles, programas de consola en Xbox y PlayStation, FireTV, Roku y a través de YouTube, Twitch, Hulu y Snapchat.
Originalmente, IGN era el sitio web principal de IGN Entertainment, un sitio web que poseía y operaba varios otros sitios web orientados a los intereses, juegos y entretenimiento de los jugadores, como Rotten Tomatoes, GameSpy, GameStats, VE3D, TeamXbox, Vault Network, FilePlanet y AskMen, entre otros. IGN se vendió a la editorial Ziff Davis en febrero de 2013 y ahora opera como una subsidiaria de J2 Global.

## Historia

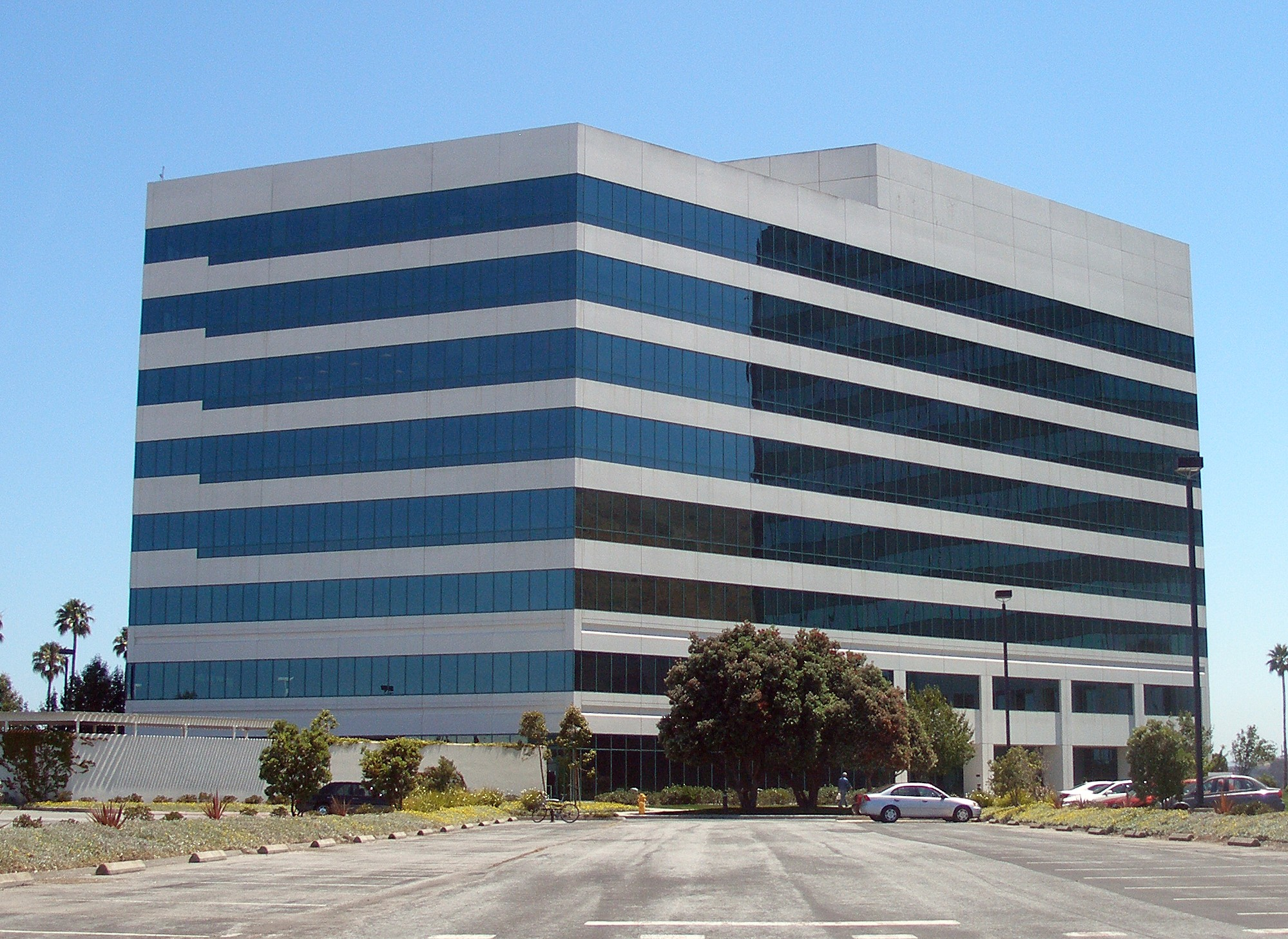
Antigua sede de IGN Entertainment en Brisbane, California

Creada en septiembre de 1996 como Imagine Games Network, la red de contenido IGN fue fundada por el ejecutivo editorial Jonathan Simpson-Bint y comenzó como cinco sitios web individuales dentro de Imagine Media: N64.com (más tarde rebautizado como ign64.com), PSXPower, Saturnworld, Next- Generation.com y Ultra Game Players en línea . Imagine amplió sus sitios web propios y operados mediante la creación de una red de afiliados que incluía varios sitios de fanáticos independientes como PSX Nation.com, Sega-Saturn.com, Game Sages y GameFAQs. En 1998, la red lanzó una nueva página de inicio que consolidó los sitios individuales como canales del sistema bajo la marca IGN. La página de inicio expuso contenido de más de 30 canales diferentes. Next-Generation y Ultra Game Players Online no formaron parte de esta consolidación; UGPO se disolvió con la cancelación de la revista, y Next-Generation quedó "en espera" cuando Imagine decidió concentrarse en lanzar la marca Daily Radar de corta duración.
En febrero de 1999, PC Magazine nombró a IGN como uno de los cien mejores sitios web, junto con sus competidores GameSpot y CNET Gamecenter. Ese mismo mes, Imagine Media incorporó una escisión que incluía a IGN y sus canales afiliados como Affiliation Networks, mientras que Simpson-Bint permaneció en la antigua empresa. En septiembre, la compañía independiente de medios de Internet recientemente escindida cambió su nombre a Snowball.com. Al mismo tiempo, el pequeño sitio web de entretenimiento The Den se fusionó con IGN y agregó contenido que no es de juegos a la creciente red. Snowball realizó una oferta pública inicial en 2000, pero se deshizo de la mayoría de sus otras propiedades durante la burbuja de las puntocom. IGN prevaleció con un número creciente de audiencia y un servicio de suscripción recientemente establecido llamado IGN Insider (más tarde IGN Prime), lo que llevó al desprendimiento del nombre "Snowball" y la adopción de IGN Entertainment el 10 de mayo de 2002.
En junio de 2005, IGN informó tener 24.000.000 de visitantes únicos al mes, con 4,8 millones de usuarios registrados en todos los departamentos del sitio. IGN ha sido clasificado entre los 500 sitios web más visitados según Alexa. En septiembre de 2005, IGN fue adquirida por el imperio empresarial multimedia de Rupert Murdoch, News Corporation, por 650 millones de dólares. IGN celebró su décimo aniversario el 12 de enero de 2008. IGN tenía su sede en el parque de oficinas Marina Point Parkway en Brisbane, California, hasta que se mudó a un edificio de oficinas más pequeño cerca de AT&T Park en San Francisco el 29 de marzo de 2010. El 25 de mayo de 2011, IGN vendió su división Direct2Drive a Gamefly por un monto no revelado.

### Adquisición de UGO, venta a Ziff Davis
En 2011, IGN Entertainment adquirió a su rival UGO Entertainment (propietarios de 1Up.com) de Hearst Corporation. En última instancia, News Corp. planeó escindir IGN Entertainment como una empresa que cotiza en bolsa, continuando con una serie de desinversiones de propiedades digitales que había adquirido previamente (incluidos MySpace y Photobucket).
El 4 de febrero de 2013, después de un intento fallido de escindir IGN como una compañía separada, News Corp. anunció que había vendido IGN Entertainment a la editorial Ziff Davis, que fue adquirida recientemente por J2 Global. Los detalles financieros de la compra no fueron revelados. Antes de su adquisición por parte de UGO, 1UP.com había sido propiedad de Ziff Davis. Poco después de la adquisición, IGN anunció que despediría personal y cerraría GameSpy, 1UP.com y UGO para centrarse en sus marcas insignia, IGN y AskMen.

### Filiales y spin-offs
El sitio web de interés de videojuegos de rol Vault Network fue adquirido por IGN en 1999. GameStats, un sitio web de agregación de reseñas, fue fundado por IGN en 2004. GameStats incluye un sistema de calificación "GPM" (Game Popularity Metric) que incorpora un puntaje de prensa promedio y un puntaje de jugador promedio, así como también el número de visitas a la página del juego. Sin embargo, el sitio ya no se actualiza. El sitio de interés de Xbox, TeamXbox y el sitio web de juegos para PC VE3D se adquirieron en 2003. IGN Entertainment se fusionó con GameSpy Industries en 2005. La fusión también trajo el sitio de descarga de juegos FilePlanet al grupo IGN; a partir de 2011, tanto FilePlanet como el sitio web de GameSpy todavía funcionan como sitios web relacionados con videojuegos. IGN Entertainment adquirió la revista en línea de estilo de vida masculino AskMen en 2005. En 2004, IGN adquirió el agregador de reseñas de películas Rotten Tomatoes y en 2010 vendió el sitio web a Flixster. En octubre de 2017, Humble Bundle anunció que iba a ser adquirida por IGN.

### Sistemas de puntuación

#### Escala original
Un miembro del personal de IGN escribe una reseña de un juego y le otorga una puntuación entre 0,1 y 10,0, que se asigna en incrementos de 0,1 y determina cuánto se recomienda el juego. La puntuación se otorga de acuerdo con los "aspectos individuales de un juego, como presentación, gráficos, sonido, jugabilidad y atractivo duradero". Cada juego recibe una puntuación en cada una de estas categorías, pero la puntuación general del juego es una evaluación independiente, no un promedio de las puntuaciones en cada categoría.

#### Escala de 20 puntos
El 3 de agosto de 2010, IGN anunció que el sitio cambiaría a una nueva escala de puntuación. En lugar de una escala de 100 puntos, en la que los juegos se puntúan en incrementos de 0.1, todas las revisiones futuras utilizarían una escala de 20 puntos en la que los juegos se puntúan en incrementos de 0.5. En ambos sistemas, la puntuación máxima posible que puede recibir un juego es 10.0. El cambio de puntuación no es retroactivo: todas las puntuaciones de las reseñas escritas antes del cambio seguirán siendo las mismas. Este cambio tampoco afectó el sistema de puntuación de las reseñas de los lectores.

#### Escala de 100 puntos
El 13 de septiembre de 2012, IGN reveló que, como parte de su nuevo formato de revisión, todas las revisiones futuras ahora seguirían una escala de 100 puntos nuevamente, pero esta vez sin usar decimales, lo que significa que una puntuación de 8.5 ahora sería 85. A diferencia de la conversión anterior a la escala de 20 puntos, este último cambio en el sistema de puntaje fue retroactivo y todos los puntajes de revisión anteriores de IGN se actualizaron para seguir el nuevo sistema. Sin embargo, a pesar del anuncio, el artículo incluyó una breve adición, posterior al lanzamiento; declaró que después de mucha discusión, han decidido retener el punto decimal en todos los próximos puntajes.

#### Política de revisión
A principios de 2014, IGN introdujo una nueva política, en la que el puntaje de revisión de un juego se puede volver a revisar y mejorar, siempre que las actualizaciones continuas formen un cambio significativo en el juego en comparación con su lanzamiento. Algunos ejemplos de juegos que se han vuelto a revisar son League of Legends, Heroes of the Storm, Warframe y la edición de bolsillo de Minecraft.

#### Escala de 10 puntos
En enero de 2020, IGN reveló que las revisiones se revertirían a una escala de 10 puntos, del 1 al 10, y descubrió que la distinción más fina de la escala de 100 puntos era difícil de mantener, mientras que una escala de 10 puntos seguiría siendo veraz para sus revisiones y sería más fácil de promocionar.

## PremiosIGN'Best of'
'Best of' de IGN es un evento de fin de año para honrar anualmente los mejores juegos, películas, programas de televisión y cómics del año. Los ganadores de cada categoría de premios son seleccionados por el personal de IGN de una lista de nominados, mientras que los lectores pueden emitir sus propios votos en línea para determinar el premio 'Elección del público' para cada categoría.

## Otras secciones
En 2000, Snowball.com compró una federación electrónica llamada Internet Wrestling Organization (IWO). Dado que Snowball era propietario tanto de IWO como de IGN, IWO se convertiría en el primer E-Fed oficial de IGN e incluso publicaría una columna en el sitio web. La sección IGN For Men cerró oficialmente el 2 de octubre de 2001 y ya no se actualiza. IGN tiene sitios como IGN Stars y AskMen.com que cumplen gran parte de la función del antiguo sitio IGN For Men. IGN Wrestling llegó a su fin a principios de 2002 cuando gran parte del personal se fue. Las entrevistas con personalidades de la lucha libre profesional y la cobertura de los juegos de lucha se han incorporado a IGN Sports, actualmente dirigida por Jon Robinson. IGN Sci-Fi: En gran parte muerta desde 2002, esta sección del sitio incluía noticias de películas, reseñas de cómics, cobertura de anime y otros elementos asociados. Desde entonces ha sido descontinuado. El sitio, SciFI.ign.com, ahora redirige al recientemente creado SciFiBrain.ign.com, que cubre parte del contenido del antiguo sitio de Sci-Fi. 
En 2002, IGN lanzó un sitio dedicado a preguntas frecuentes sobre videojuegos diseñado específicamente para albergar guías enviadas por los usuarios. Esto se lanzó luego de la cancelación de la afiliación con GameFAQs. En 2004, IGN lanzó GameStats, que pretendía ser una red de calificación más imparcial, ya que toma puntajes de todos los sitios de calificación de juegos de propiedad corporativa y los promedia todos en un solo puntaje para dar una idea general de la calidad. de un juego IGN también lanzó Direct2Drive.com en 2004. Su enfoque principal es vender descargas digitales de videojuegos completos para PC y Mac, así como anime, cómics y guías de juegos. En 2005, IGN lanzó su sitio de cómics, que está dedicado no solo a los títulos básicos de Marvel y DC, sino también a manga, novelas gráficas, estatuas y juguetes. 
En 2006, IGN lanzó su sitio de televisión. Proporciona entrevistas con varias celebridades de la televisión, además de un programa de televisión, trivia de televisión y noticias de televisión. Al igual que la sección de películas, la sección TV de IGN tiene una variedad de clips exclusivos de los próximos programas de televisión. 
El 30 de mayo de 2006, se reinició IGN Dreamcast; sin embargo, ninguna de las actualizaciones de Dreamcast se publicó en la página web principal de IGN . 
En 2007, IGN lanzó su sitio de anime. Proporcionó características sobre anime y manga, incluidos avances y episodios gratuitos. También incluyó reseñas de manga y anime de otras secciones de IGN, como IGN Comics e IGN DVD . El canal de anime se eliminó después de que IGN rediseñó el sitio. En 2008, se lanzó el canal IGN Retro para conmemorar IGN. Coincidiendo con el lanzamiento de Super Smash Bros. Brawl, IGN creó Super Smash Bros. Sitio mundial . En el sitio, las personas pueden enviar sus etapas del juego creadas por los usuarios y descargar las creadas por otras personas. Posteriormente, IGN lanzó un sitio web similar llamado GTA 'Hood el 29 de abril de 2008 para Grand Theft Auto IV. 
Junto con el contenido de su sitio web popular, IGN también publica muchos podcasts diferentes tanto en su sitio web como en iTunes. Algunos de sus podcasts incluyen programas orientados a consolas como "Podcast Beyond" centrado en PlayStation y "Podcast Unlocked" orientado a Xbox, "Nintendo Voice Chat" orientado a Nintendo y Game Scoop., un podcast donde una variedad de editores discuten noticias y temas relacionados con la industria de los videojuegos.

## Sitios web regionales
IGN tiene 28 ediciones en 25 idiomas, a partir de 2021. Las ediciones de EE. UU. y Canadá, Reino Unido e Irlanda y Australia y Nueva Zelanda son operadas por subsidiarias de Ziff Davis, y todas las demás son editoriales franquiciadas. Desde 2006, IGN Entertainment comenzó a lanzar versiones regionales del sitio web para varios países y regiones. Inicialmente, IGN comenzó a abrir nuevas oficinas fuera de los Estados Unidos para respaldar esos sitios web regionales, pero luego IGN comenzó a otorgar franquicias de su marca como un medio de globalización más rentable, en el que otorgó licencias a varios editores de medios en muchos países para usar la marca IGN. y administrar sitios web regionales por su cuenta. Los editores regionales autorizados trabajan en sus propios servidores, aunque pueden conectarse a base de datos de la sede central de IGN, donde pueden importar o traducir artículos y usar videos cargados en servidores de IGN que usan propio reproductor de video alojado de IGN. 
Al visitar www.ign.com desde una región compatible con IGN, el sitio automáticamente redirige a los visitantes a su versión localizada utilizando un software de geolocalización, según las direcciones IP de sus países. Cada versión del sitio tiene un logotipo modificado con las respectivas banderas de su país/región cerca del logotipo de IGN. Sin embargo, aún es posible acceder al sitio web estadounidense original utilizando una barra de navegación arriba o abajo (según el sitio web regional) de la plantilla maestra de la página. 
- En 2006, IGN abrió sus primeras oficinas en el Reino Unido y Australia, las cuales compartían la misma información que el sitio estadounidense pero con contenido adicional creado por editores dentro de cada región respectiva.
- El 16 de mayo de 2012, en colaboración con la empresa emiratí t-break Media, se anunció IGN Middle East para la comunidad de jugadores de MENA. El sitio reemplazó al sitio web ME Gamers de t-break Media, que anteriormente era uno de los medios de comunicación de juegos más grandes del Medio Oriente que se lanzó originalmente en 2006. Todo el personal de ME Gamers convirtió sus deberes en IGN Middle East, importando o traduciendo muchos de artículos en inglés de IGN, mientras escribía sus propios artículos, especialmente para eventos específicos de Oriente Medio. IGN Middle East está disponible en inglés y árabe.[25] Si bien el sitio se lanzó inicialmente para cubrir solo videojuegos, t-break Media anunció en septiembre de 2012 que comenzaría a publicar artículos relacionados con películas bajo la marca IGN como IGN Movies Middle East, fusionando la mayoría de las funciones de su propio sitio web ME Movies., que se estableció originalmente en 2009, de manera similar a su contenido de videojuegos.[26] Sin embargo, a diferencia de los videojuegos, la mayoría del contenido relacionado con las películas estará solo en inglés. IGN Middle East organizó la Convención IGN de 2013 a 2016.[27]
- En septiembre de 2012 se lanzó la edición italiana de IGN, gestionada por un equipo local, que ofrece contenidos originales y traducidos.[28]
- El 9 de octubre de 2012, en colaboración con la empresa de medios con sede en España Marca, se anunció IGN España. El sitio reemplaza efectivamente al propio sitio web de noticias de juegos Marca Player de Marca. Los editores de Marca Player convirtieron sus deberes en IGN España, traduciendo muchos de artículos en inglés de IGN, mientras escribían sus propios artículos en español, cubriendo varios temas, incluidos videojuegos, películas, series de televisión y cómics.[29]
- En marzo de 2013, se lanzó IGN Rusia . La versión rusa es administrada por la editorial Gameland, y su personal se completó inicialmente con ex editores y escritores de Strana Igr, la revista impresa de videojuegos de Gameland que se cerró más tarde ese año. Los propietarios estadounidenses cerraron IGN Rusia sin previo aviso en 2022 después de que comenzara la guerra ruso-ucraniana el 24 de febrero, lo que acabó con años de trabajo de los editores locales.
- El 2 de diciembre de 2013, se lanzó IGN África.[30][31]
- El 17 de diciembre de 2013, en colaboración con Times Internet, se lanzó IGN India. La edición india toma reseñas de juegos AAA de su contraparte estadounidense y se enfoca más en la cobertura de noticias y eventos de juegos en el país, además de escribir sobre cómics, películas y tecnología.[32] En noviembre de 2016, Fork Media Group se asoció con Ziff Davis para operar IGN India.[33][34][35] Desde entonces, la edición india ha ampliado su cobertura a la cultura pop y las principales noticias y eventos de entretenimiento en el país, además de hacer sus propias reseñas de juegos AAA, series de televisión y películas tanto de la India como del extranjero.[36]
- El 1 de septiembre de 2014, se lanzó IGN Latinoamérica en colaboración con Publimetro y cubre toda la región latinoamericana (excepto Brasil) con contenido en español.[37]
- El 11 de noviembre de 2014, se lanzó IGN Israel.[38]
- El 30 de enero de 2015, se lanzó IGN Hungría.[39]
- El 23 de febrero de 2015 se lanzó IGN Brasil.
- En junio de 2015, se lanzó IGN Rumania.[40]
- El 6 de noviembre de 2015, se lanzó IGN Polonia.[41]
- El 4 de enero de 2016 se lanzó IGN Adria. IGN Adria cubre países de la ex Yugoslavia: Serbia, Croacia, Eslovenia, Bosnia y Herzegovina, Montenegro y Macedonia del Norte.
- El 11 de abril de 2016, en colaboración con Sankei Digital, el brazo de publicación en línea del editor de periódicos japonés Sankei Shimbun, se lanzó públicamente IGN Japón y se esperaba que tuviera un lanzamiento a gran escala para el verano de 2016. El lanzamiento de IGN Japón se considera un desarrollo crítico: además de la traducción de artículos en inglés, IGN Japón también espera contribuir con mucho contenido original para otras ediciones de IGN del extremo japonés de la industria del juego, uno de los más grandes del mundo. mercados de videojuegos con poco periodismo convencional para los medios occidentales.
- El 12 de abril de 2016, en colaboración con Express Publications, con sede en Pakistán, se lanzó públicamente IGN Pakistán. Pakistán originalmente compartió algo de cobertura mediática con IGN Middle East, y más tarde con IGN India, antes de convertirse en una edición de IGN completamente independiente con enfoque en juegos locales y eventos de cultura pop en Pakistán.[42] Inicialmente, IGN Pakistán solo está disponible en inglés, pero se esperaba que se lanzara una versión en urdu más adelante en 2016.
- El 7 de agosto de 2019, el gigante de los medios de comunicación de Malasia, Media Prima, se asoció con Ziff Davis para lanzar la versión del sudeste asiático de IGN para los mercados de Malasia, Indonesia, Singapur, Tailandia, Vietnam y Filipinas.[43]
- En septiembre de 2020, IGN China se lanzó como un medio "editorialmente independiente" de Tencent.[44]

## Liga profesionalIGN
En 2011, IGN lanzó IGN Pro League, un circuito profesional de deportes electrónicos que organizaba torneos para StarCraft II: Wings of Liberty, ShootMania Storm y League of Legends. El 6 de marzo de 2013, solo unas semanas antes del evento, IGN canceló abruptamente la final de IPL 6 — que se iba a celebrar en Las Vegas del 28 al 31 de marzo, y suspendió la liga. IGN indicó que ya no estaba en condiciones de comprometerse a competir con el mayor número de eventos de deportes electrónicos que ahora se estaban celebrando. El 8 de abril de 2013, Blizzard Entertainment anunció que había adquirido el personal y los activos de IPL de IGN; su antiguo personal fue reasignado para trabajar en producciones internas de deportes electrónicos.

## Controversia

### Plagio
En agosto de 2018, el propietario del canal de YouTube Boomstick Gaming acusó al crítico de IGN, Filip Miucin, de plagiar su reseña en video del juego Dead Cells. El 7 de agosto, IGN reemplazó su revisión con una declaración que decía que se tomaba en serio el plagio y que estaba investigando el reclamo. Más tarde ese día, IGN declaró que había encontrado "similitudes sustanciales" entre las reseñas, se disculpó y anunció que había despedido a Miucin. El 10 de agosto, IGN publicó una nueva reseña de Brandin Tyrrel, que incluía una nota del editor en la que se disculpaba nuevamente y afirmaba que "esta reseña (y su puntaje) representa únicamente la opinión del nuevo revisor".
En un video que no aparece en la lista, Miucin respondió que si bien asumió "totalmente la propiedad de lo que sucedió", la similitud no fue intencional. El sitio web Kotaku encontró similitudes entre las otras reseñas y reseñas de Miucin en Nintendo Life y Engadget, y el material publicado en el foro de discusión de juegos NeoGAF. El 14 de agosto, IGN anunció que eliminaría todo el trabajo de Miucin en espera de una revisión adicional. El 19 de abril de 2019, Miucin admitió el plagio y emitió una disculpa en su canal de YouTube.

### Artículo retractado que apoya la ayuda palestina
Durante la crisis entre Israel y Palestina de 2021, el sitio principal de IGN publicó un artículo el 14 de mayo instando a los lectores a donar a organizaciones benéficas que ayuden a los civiles palestinos, como el Fondo de Ayuda para los Niños de Palestina, y vinculado a noticias relevantes. También se agregó una bandera palestina además del logotipo de IGN. Poco después de que se publicara el artículo, IGN Israel hizo declaraciones en las redes sociales condenando el artículo. La bandera palestina pronto fue reemplazada por una Cruz Roja. El 16 de mayo, se eliminó el artículo y se hizo una declaración en la cuenta de Twitter de IGN diciendo que estaba mal resaltar solo un lado del conflicto. También se eliminó una versión republicada en IGN Africa con sede en Sudáfrica. El 17 de mayo, más de 60 miembros del personal IGN firmaron una carta abierta condenando la eliminación del artículo por ir en contra de la libertad editorial y las políticas del sitio para retractarse o corregir artículos, así como la falta de comunicación con el personal de IGN. IGN restableció el artículo el 24 de agosto con un nuevo titular junto con una declaración de políticas editoriales recién formalizadas.

## Televisión y cine
- Gamer Nation (2003–)
- Bill Fillmaff's Secret System (2006 Video)
- Game Scoop! (2006–)
- IGN Originals (2008–)
- IGN Daily Fix (2009–)
- Up at Noon with Greg Miller (2012–)
- Cheap Cool Crazy (2012–)
- IGN Presents (2012–)
- Castlevania: Hymn of Blood (2012–)
- IGN Live (2012–)
- Project: SERA (2013–)
- Not Another Zombie Apocalypse (2013–)
- Dave Gorman: Modern Life Is Goodish: Badgers Don't Vote (2013)
- Assassin's Creed 4: Making Black Flag (2013–)
- 9 Reasons We're Excited for Destiny (2013 Video)
- Optimus Prime in Titanfall (2014 Video)
- Making Assassin's Creed Unity: A New Beginning (2014)
- Fast to the Future (2015 Video)
- Star Wars on Netflix (2016 Video)
- IGN Access NYCC Cosplay (2016–2017)
- The 20th Annual D.I.C.E. Awards (2017 TV Special)
- IGN Now (2019-)
- Developers React to Speedruns (2019-)